# Biopunk
Biopunk (av bioteknik eller biologi + cyberpunk) är en typ av litterär punkgenre som slog igenom under tidigt 1990-tal, och bygger på bioteknik. Det är en derivativ undergenre, ofta med samma mörka atmosfär som i cyberpunk, men i stället för informationsteknik bygger på biologi, det andra dominerande vetenskapliga området vid slutet av 1900-talet. Karaktärerna förbättras här inte med mekanisk hjälp, utan genetiska manipulationer, som exempelvis påverkar deras DNA. En viktig inspirationskälla blev William Gibsons Neuromancer.
Exempel är Paul di Filippos novellsamling Ribopunk samt filmerna Gattaca och The Island.